# Pavetta gardneri
Pavetta gardneri är en måreväxtart som beskrevs av Cornelis Eliza Bertus Bremekamp. Pavetta gardneri ingår i släktet Pavetta och familjen måreväxter.
Artens utbredningsområde är Sri Lanka. Inga underarter finns listade i Catalogue of Life.